# Estadio Álvaro Gómez Hurtado
El Estadio Álvaro Gómez Hurtado es un estadio de fútbol ubicado en el municipio de Floridablanca, departamento de Santander. Forma parte de la Unidad Deportiva Álvaro Gómez Hurtado, que comprende además un Coliseo Cubierto con capacidad para 2000 espectadores, utilizado en la práctica de deportes como el fútbol de salón, baloncesto, voleibol, actividades de porrismo, entre otros eventos que se realizan allí.

## Características
La construcción e inauguración del estadio (con el coliseo) se llevó a cabo en el año 1996 con motivo de la realización de los XV Juegos Deportivos Nacionales en el departamento de Santander, albergando las competiciones de fútbol. El escenario y la villa olímpica que lo alberga lleva el nombre del dirigente político colombiano Álvaro Gómez Hurtado, asesinado en Bogotá el año inmediatamente anterior.
El estadio fue sede tradicional del Real Santander (Real San Andrés, 2019 - 2021), club de la Primera B del fútbol profesional colombiano. Desde el 2013 hasta comienzos del 2015 albergó los partidos como local del Alianza Petrolera en la Primera A, mientras su escenario en la ciudad de Barrancabermeja (Estadio Daniel Villa Zapata) era sometido a remodelaciones. También jugó en este escenario el desaparecido equipo Real Floridablanca en las temporadas 1997 y 1998 de la Primera B.
El escenario deportivo contaba inicialmente con una capacidad de 5000 espectadores acomodados en la tribuna Occidental. Después de construir las tribunas Norte y Sur quedó ampliada su capacidad a 12 000 espectadores, debido a una remodelación hecha en el año 2013 por cuenta de un aporte económico hecho por el empresario de la región Carlos Ardila Lülle, propietario del equipo profesional de fútbol Atlético Nacional, con el objetivo que el equipo Alianza Petrolera (con el cual el conjunto verdolaga mantenía un convenio de cooperación) jugara sus partidos de local en este escenario, haciéndolo apto para recibir partidos de carácter profesional en Primera División.
Luego de la reforma al hecha al estadio, se propuso entre la clase gremial del departamento de Santander que el escenario lleve el nombre de su benefactor, Carlos Ardila Lülle, en perjuicio del inmolado dirigente político. Esto debido al aporte de $5500 millones de pesos hecho por el empresario para las obras de adecuación y remodelación.
En 2014 se concreta su sistema de iluminación y se reforman los espacios para los accesos a las tribunas.
Durante el año 2016 y parte del 2017 el Atlético Bucaramanga, recién ascendido a la Primera División y también en la temporada 2025, jugó sus partidos de local en este escenario, debido a las reparaciones locativas que estaban siendo realizadas en el estadio Alfonso López de la Ciudad Bonita, como se le conoce a Bucaramanga.